# Jimmy Smy
James „Jimmy“ Smy (* 24. November 1907 in Edmonton, London; † 29. Juli 1997 in Brisbane) war ein englischer Fußballspieler.

## Karriere
Smy war als Schüler Auswahlspieler von London (Februar 1922 gegen Kent) und Südengland, in der Folge trat er für eine Reihe von Amateurklubs in den damals noch zu Middlesex gehörenden Boroughs Tottenham und Edmonton an, als Amateur war er dabei kaum Beschränkungen unterworfen. 1926 wurde er als Amateur vom Londoner Erstligisten Tottenham Hotspur bei der Football League registriert und absolvierte einige Partien für die dritte Mannschaft des Klubs, war aber auch in der Folge im lokalen Fußball aktiv.
Anfang 1927 spielte Smy erstmals für den FC Hampstead in der Athenian League. Im Mai 1927 teilte man sich nach einem 3:3-Unentschieden im Finale mit dem FC Barnet den Pokal im Middlesex Charity Cup, in einem Qualifikationsspiel zum FA Cup 1927/28 erzielte er gegen Welwyn Garden City fünf Tore bei einem 7:4-Erfolg. Im Mai 1927 reiste er mit Hampstead für eine Woche nach Deutschland und trat dabei gegen Schwarz-Weiß Barmen (1:4, Tor Smy), TuRU Düsseldorf (2:2, 1 Tor Smy) und Rheydter SV (4:2, 2 Tore Smy) an, im September 1928 reiste er mit einer Auswahl der London Football Association für ein Spiel gegen eine Kölner Auswahl erneut nach Deutschland.
Neben der London FA gehörte Smy während seiner Zeit bei Hampstead verschiedensten Auswahlmannschaft an. Mitte Januar 1928 spielte er für Middlesex gegen eine Auswahl der Royal Air Force (Endstand 3:5), Bereits am 25. Januar 1928 spielte er erneut gegen die Royal Air Force, dieses Mal auf Seiten einer Amateurauswahl der Football Association, beim 7:3-Erfolg erzielte er einen Hattrick. Bereits am Folgetag war er wieder für Middlesex gegen Norfolk im Einsatz und erzielte beim 7:0-Sieg erneut drei Tore. An Ostern 1928 gehörte er einer Auswahl der Middlesex County Amateur League an, die im Süden Frankreichs gegen die AS Cannes und Olympique Marseille antrat. Ende April wurde er als einer von zwei Reservespielern für das Länderspiel der englische Amateurnationalmannschaft gegen Schottland nominiert, kam in der Partie im Hampden Park aber nicht zum Einsatz. Anfang Mai 1928 stand Smy mit der Auswahl von Middlesex im Finale um die Southern Counties Amateur Championship, die Partie gegen die Auswahl von Surrey endete in einer 0:5-Niederlage.
Nach zwei Platzierungen am Tabellenende stand Hampstead in der Saison 1928/29 mit Smy als Mannschaftskapitän zum Jahreswechsel an der Tabellenspitze. Obwohl die Presse anlässlich eines 6:0-Erfolgs von Hampstead gegen Cheshunt im November 1928 berichtete, dass Smys „Leistungen diese Saison nicht dem Standard entsprechen“, unterzeichnete er Ende Januar 1929 schließlich einen Profivertrag bei Tottenham. Bereits im Sommer 1928 hatte die Presse berichtet, dass Smy mehrere Angebote von Profiklubs abgelehnt hätte. Anlässlich seines Wechsels wurde ihm vom Vikar der Kirche St Peter’s in Edmonton gratuliert, in der Smy Kirchendiener war. Bis zu seinem Wechsel ins Profilager Anfang 1929 kam er zumeist als linker Halbstürmer in 57 Pflichtspielen für Hampstead zum Einsatz und erzielte 41 Tore (39 Spiele/20 Tore in der Liga), nach dem Abgang Smys fiel das Team noch auf den zweiten Tabellenplatz zurück.
Tottenham war im Sommer 1928 in die Second Division abgestiegen und befand sich in der zweiten Liga im Tabellenmittelfeld. Smy kam bereits am 9. Februar 1929 als linker Halbstürmer bei einem 4:2-Heimsieg über Port Vale zu seinem Pflichtspieldebüt, nach drei weiteren Einsätzen übernahm wieder Jack Elkes die Position. In den folgenden beiden Spielzeiten war Billy Cook Stammspieler auf der linken Halbstürmerposition, Smy kam in beiden Saisons auf insgesamt 13 Ligaeinsätze und erzielte dabei sechs Tore, darunter ein Doppelpack bei einer 2:4-Niederlage gegen den FC Everton im Oktober 1930. Das Innensturmtrio bildete er zumeist wahlweise mit Ted Harper, Taffy O’Callaghan oder Frank Osborne. Seinen letzten Einsatz für die erste Mannschaft Tottenhams hatte Smy im Mai 1931 anlässlich des Finals um den London Challenge Cup, die Partie gegen den FC Arsenal ging vor über 10.000 Zuschauern im Upton Park mit 1:2 verloren. Neben Einsätzen für die erste Mannschaft war Smy bis 1932 auch im Reserveteam im Einsatz, für das er in 73 Einsätzen 46 Tore erzielte, 1929/30 war er mit 19 Toren Tottenhams bester Torschütze in der London Combination. Auch in der dritten Mannschaft des Klubs kam er bis 1932 wiederholt zum Einsatz, insgesamt erzielte er in 24 Einsätzen 20 Tore.
Bereits ab 1931 war Smy auch für Northfleet United in der Kent League aktiv, die Mannschaft war als offizieller Ausbildungsverein (engl. nursery club) mit Tottenham assoziiert. Northfleet gewann 1932 die Meisterschaft der Kent League, Smys Zugehörigkeit zu Northfleet wurde auch zur folgenden Saison fortgesetzt. Mit Northfleet qualifizierte er sich 1933 für die erste Hauptrunde des FA Cups, das Heimspiel gegen den FC Dartford endete an der heimischen Stonebridge Road aber mit einer 0:2-Niederlage. Im Herbst 1934 wechselte er innerhalb der Kent League zum FC Sittingbourne, Anfang Februar 1935 wurde über Smy als „Sittingbournes neuer Mannschaftskapitän“ berichtet. Im März 1938 vermerkte der Sheerness Guardian and East Kent Advertiser, dass „Sittingbourne mit seinen Veteranen eine erfolgreiche Saison hatte, darunter Smy, der allgemein als einer der besten linken Halbstürmer Kents angesehen wird.“ Letztmals findet sich sein Name allerdings in einem Spielbericht im Februar 1938, als er die Partie mit muskulären Problemen vorzeitig beenden musste.
Im Rentenalter wanderte er im Juli 1983 nach Australien aus, wo er 14 Jahre später 89-jährig verstarb.